# Giovanni Papini
Giovanni Papini   (Florència, 9 de gener de 1881 - Florència, 8 de juliol de 1956) va ser un escriptor italià. La seva obra, de to satíric, continua sent estudiada a Itàlia i França, encara que la seva personalitat és controvertida per la seva relació amb el feixisme a partir de 1935.
És l'avi de l'actriu Ilaria Occhini (1934-2019).

## Biografia
Fill de Luigi Papini, un artesà republicà i anticlerical que havia lluitat sota les ordres de Garibaldi, i d'Erminia Cardini, Giovanni va ser un apassionat des de la infància de la lectura literària i científica, en particular pel positivisme, la ideologia dominant de finals del segle xix. Va fer de professor, i va fundar el 1903 amb Giuseppe Prezzolini la revista Leonardo; també va col·laborar a la revista Il Regno, dirigida pel nacionalista Enrico Corradini. Quatre anys més tard va publicar El crepuscle de la filosofia (Il crepuscolo dei filosofi), un manifest en què Papini proclamava la mort de la filosofia, i Il pilota cieco, un recull de contes. També l'any 1907, per un desacord amb la resta de col·laboradors de la revista, es va interrompre la publicació de Leonardo. Va ser en aquest moment quan Papini es va casar amb Giacinta Giovagnoli.
El 1911, va fundar amb Giovanni Amendola una nova revisió, L'Anima, que no va aparèixer fins al 1913. A Le memorie d'Iddio, l'any 1912, Papini va expressar violentament el seu nihilisme i el seu rebuig al cristianisme; provocant un escàndol en donar a entendre que Jesús i l'apòstol Joan podien haver tingut una relació homosexual. El mateix any es publica la seva autobiografia, Un uomo finito, que segueix sent una de les seves obres més conegudes. Del 1913 al 1915 dirigí la revista Lacerba. Papini també escriu alguns reculls de poesia; probablement va ser l'any 1920 quan es va convertir al catolicisme, i l'any següent la seva Storia di Cristo va ser un èxit en la seva traducció a l'anglès, The Life of the Christ.
El 1931, Papini va publicar una novel·la, Gog, que representa un vell ric i nihilista, col·leccionant homes vius. Aquest personatge és reutilitzat pels autors de la historieta La Brigada Quimèrica (2009-2010), que convoca diferents figures de superherois i supervillans" primitiva de la literatura fantàstica d'abans de la guerra.
A poc a poc Papini s'apropa al feixisme a partir de 1935, mentre refusa una càtedra de literatura italiana a la Universitat de Bolonya però conserva una aversió al nazisme el 26 de març de 1942, quan va parlar a la conferència de la Unió d'Escriptors Europeus a Weimar, amb un discurs sobre la importància dels valors humanistes cristians. El 1937, va dedicar el primer volum de la seva Història de la literatura italiana a Mussolini amb una dedicatòria; "al Duce, amic de la poesia i dels poetes".
Des de 1942, va ser vicepresident de la Societat Europea d'Escriptors. Quan el Duce es va esfondrar el 1943, Papini es va refugiar en un convent franciscà de Verna. Després de la Segona Guerra Mundial, desacreditat com molts altres intel·lectuals que havien estat vinculats al feixisme, va romandre amb el suport dels moviments polítics catòlics de dreta i va publicar diversos assaigs. També va col·laborar fins a la seva mort amb el Corriere della Sera. El poeta i intel·lectual Eugenio Montale, antifeixista des del principi, va comentar entusiasmat la mort de l'escriptor florentí amb les paraules següents: "«Una figura única, insubstituïble, a qui tots ens devem alguna cosa de nosaltres mateixos». Pel que fa a ell, dirà Jorge Luis Borges anys després: «Sospito que Papini ha estat oblidat injustament».

## La «confessió» de Picasso
L'any 1952, Papini publica Il Libro Nero – Nuovo diario di Gog, una novel·la satírica que és la continuació de Gog, i que conté entrevistes imaginàries a personatges famosos: Kafka, Tolstoi, Freud, Molotov, Hitler, Cervantes, Goethe, William Blake, Robert Browning…

Aquesta novel·la relata, entre altres coses, la «confessió» del pintor Pablo Picasso:
| « | A partir del moment que l'art ja no és l'aliment que alimenta els millors, l'artista pot exercir el seu talent en tots els intents de noves fórmules, en tots els capricis de la fantasia, en tots els expedients del xarlatanisme intel·lectual. En l'art, el poble ja no busca consol i exaltació, sinó que els refinats, els rics, els ociosos, els destil·ladors de la quintaessència busquen el nou, l'estrany, l'original, l'extravagant, l'escàndol. I jo mateix, des del cubisme i més enllà, he complagut a aquells mestres i crítics, amb totes les peculiaritats canviants que em venien al cap, i com menys ho entenien més m'admiraven. A força de divertir-me amb tots aquests jocs, totes aquestes tonteries, tots aquests trencaclosques i arabescos, em vaig fer famós i molt ràpidament. I la fama significa per a un pintor: vendes, guanys, fortuna, riquesa. I avui, com sabeu, sóc famós, sóc ric. Però quan estic sol amb mi mateix, no tinc el coratge de considerar-me un artista en el sentit grandiós i antic de la paraula. Van ser grans pintors com Giotto, Ticià, Rembrandt i Goya; Només sóc un animador públic que va entendre el seu temps i va esgotar com va poder la imbecilitat, la vanitat, la cobdícia dels seus contemporanis. És una confessió amarga que la meva, més dolorosa del que pot semblar, però té el mèrit de ser sincera. | » |

L'historiador de l'art Richard Dorment explica en una carta al diari britànic The Spectator, que Franco, i després l'OTAN hauria utilitzat aquest extracte, recollit en primer grau per diversos diaris, per tal d'embrutar la reputació de l'artista a causa de les seves posicions obertament comunistes. Uns anys més tard, el 1962, Picasso hauria demanat al seu biògraf Pierre Daix que destaqués l'engany, que hauria fet a Les Lettres françaises. La revista Life va publicar una correcció sobre això el 1969.

## Obres seleccionades
- Storia di Cristo.
- Il diavolo.
- Un uomo finito.
- Sant Agustí. Traduïda al català per Agustí Esclasans
- Gog.
- Dante vivo.
- I testimoni della Passione.
- I testimoni della Passione.
- Lettere agli uomini del Papa Celestino VI.
- Vita di Michelangiolo.
- Il libro nero - Nuovo diario di Gog.
- Concerto fantastico. 110 racconti, capricci, divertimenti, ritratti

## Premi
El 1958, Papini va ser guardonat pòstumament amb el Premi de la memòria "Ploma d'Or ".